# Funzione del Sé riflessivo
Il costrutto teorico di Sé Riflessivo (Reflective Self) si può far risalire al pensiero di Hegel, che nel 1807 affermò che "è solo attraverso la conoscenza della mente dell'altro che il bambino sviluppa il pieno possesso della natura degli stati mentali. Si tratta di un processo intersoggettivo: il bambino giunge a conoscere la mente del genitore, così come il genitore cerca di comprendere e contenere gli stati mentali del bambino. 

## Descrizione
Questo concetto è stato sviluppato in psicologia dallo psicoanalista ungherese Peter Fonagy, in seguito ai suoi studi sulla teoria dell'attaccamento di John Bowlby, ed agli studi sulla trasmissione intergenerazionale dei modelli di attaccamento, soprattutto del cosiddetto "modello sicuro". 
Fu Mary Main a chiedersi come si poteva trasmettere un modello di attaccamento sicuro, e ad andare oltre alla semplice considerazione della "sensibilità materna". La Main dimostrò che l'assenza di capacità metacognitive, cioè l'incapacità di comprendere la natura meramente rappresentazionale del proprio pensiero e di quello degli altri, rende i bambini vulnerabili di fronte ad un comportamento materno poco coerente. 
Lo sviluppo nel bambino di uno stato mentale definito da Daniel Dennett come "atteggiamento intenzionale", cioè la capacità unica agli esseri umani di cercare di comprendersi in termini di stati mentali (pensieri, sentimenti, desideri, credenze) - al fine di attribuire significato all'esperienza e poter anticipare le reciproche azioni - favorisce l'attribuzione di uno stato mentale agli altri, e rende comprensibile a noi stessi il nostro comportamento ("teoria della mente").
Pensiamo ad un bambino figlio di una madre depressa: quando egli è in grado di attribuire il comportamento apparentemente distaccato e non responsivo della madre allo stato che essa vive, piuttosto che alla cattiveria o alla capacità di suscitare e meritare attenzione di chi lo aggredisce (cyberbullismo, per es.), è protetto, forse, dalle ferite narcisistiche. Importante appare anche la capacità del bambino di sviluppare rappresentazioni degli stati mentali, emotivi e cognitivi, che organizzino il suo comportamento nei confronti di chi si prende cura di lui. 
Fonagy ha ampliato il concetto di metacognizione definendola come "Funzione del Sé riflessivo" (Reflective Self Function), ed attraendo su questo particolare costrutto non solo gli psicoanalisti, quale lui è, ma anche i terapeuti ad orientamento cognitivista, sottolineando la rilevanza delle sue affermazioni anche per la comprensione di certi disturbi di personalità, e favorendo così lo sviluppo e la diffusione del costrutto di mentalizzazione nella prassi psicoterapeutica.